# This Picture
Singles de Placebo
The Bitter End Special Needs
This Picture est une chanson du groupe de rock Placebo. C'est la troisième piste de l'album Sleeping with Ghosts ; elle fut réalisée en single.
Cette chanson aborde une fois de plus pour Placebo les relations auto-destructrices avec un vocabulaire et une imagerie venus du sado-masochisme. Sans doute faut-il voir ici bien plus qu'un déballage fantasmagorique et qu'un énième amour noir : Placebo informe implicitement sa séparation d'avec son "image" qu'il désigne par plusieurs noms : « ashtray girl » (la fille cendrier) et « angelic fruitcake » (folle angélique) au sens de travestie suicidaire. « Je me suis suffisamment abîmé dans ce type de rapports par le passé et maintenant, je n'ai plus rien à y faire. J'ai changé, j'arrête. »" Brian Molko.
Le clip vidéo de This Picture met en scène l'actrice Asia Argento.

## Liste des titres du single
- Liste des titres du cd

1. This Picture
2. Where Is My Mind (version live)

- Liste des titres du dvd

1. This Picture (clip vidéo)
2. Interview
3. This Picture (Live Acoutisque)
4. Jackie